# 燕妮·瓦尔蒂艾宁
燕妮·瓦尔蒂艾宁（芬蘭語：Jenni Vartiainen，1983年3月20日—）是一個芬蘭流行音樂歌手。在成為歌手以前是花式滑冰選手。2002年10月瓦尔蒂艾宁与约恩娜·皮里宁（Jonna Pirinen）、苏珊娜·科尔瓦拉（Susanna Korvala）、乌什玛·卡尔纳尼（Ushma Karnani）在芬蘭達人秀Popstars中夺冠后而为人所知。他們四人組成Gimmel樂團並出了三張錄音室專輯，销量超過160,000張和獲得了三個恩玛奖。该奖项是由芬蘭音樂產業聯合會Musiikkituottajat給予音樂方面的傑出成就而颁发的。樂團於2004年10月解散。
樂團解散後，瓦尔蒂艾宁於2007年4月推出了自己的單曲「Tunnoton」，同年9月推出首张專輯「Ihmisten edessä」並獲得芬蘭專輯排行榜第六名，专辑中的同名单曲也分别推出。專輯和單曲皆為金唱片，銷售量分別超過65,000张和 16,000张。在2010年3月下旬，在推出黃金暢銷單曲「En haluu kuolla tänä yönä」后，瓦尔蒂艾宁發行了第二張錄音室專輯「Seili」。第二張專輯推出后即在專輯排行榜上排名第一，并持續一年多挤入排行榜中，這張專輯成為芬蘭2010年熱賣的專輯，销量超過150,000張（為七倍白金唱片），并在芬蘭史上最暢銷專輯列表中排名第14名。2010年8月专辑Seili中的歌曲「Missä muruseni on」以单曲形式再次发行，销量达到黄金唱片，并直至2011年初期一直佔據芬蘭官方榜單的前三名。专辑中的另一首歌曲「Duran Duran」也以宣传单曲的形式推出，销量也达到黄金唱片。2013年10月她的第三張錄音室專輯「Terra」得以推出，售出超過62,000張（為三倍白金唱片）。
燕妮·瓦尔蒂艾宁在單飛後已賣出330,000張專輯，也列入芬蘭全國前50暢銷音樂家，她还獲得过九次恩玛奖。

## 外部連結
- 燕妮·瓦尔蒂艾宁官方网站 （页面存档备份，存于） （文）